# 868-as busz
A 868-as jelzésű regionális autóbusz Szentendre, autóbusz-állomás és Dömörkapu, autóbusz-forduló között közlekedik. Csak a nyári időszámítás alatt közlekedik, mindkét irányban 1-1 menettel, amennyiben a buszra elővételben történt jegyvásárlás.

## Története
Lajos-forrásig 1955-2002 között menetrend szerint járt fel busz, majd előzetes igénybejelentés szerint 2007-ig. Ekkora Dömörkapig rövidült. 2012 óta hétvégenként két járatpár közlekedik, szintén előzetes igénybejelentés esetén.

## Megállóhelyei
| 0  | Szentendre, autóbusz-állomás végállomás | 20 | 870, 872, 873, 876, 878, 879, 880, 882, 883, 889, 890, 893 |
| 15 | Lajosforrási elágazás                   | 5  |                                                            |
| 20 | Dömörkapu, autóbusz-forduló végállomás  | 0  |                                                            |